# Hits (EP)
The Beach Boys Hits o también más simplificado Hits, es un EP en un disco de 7" únicamente para el mercado inglés por The Beach Boys, lanzado en mayo de 1966, con el catálogo EAP1-20781, la publicación y su éxito comercial se debe a la repercusión que causó Pet Sounds lanzado en casi la misma fecha.

## Características
Cada una de las cuatro canciones que figuran en Hits habían sido editadas en sencillos. En Estados Unidos todas habían tenido posiciones importantes, como el número uno "Help Me, Rhonda" el 29 de mayo de 1965, "California Girls" había alcanzado un máximo en el número tres por el 28 de agosto de 1965, "The Little Girl I Once Knew" alcanzó el puesto número veinte el 1 de enero de 1966, y "Barbara Ann" alcanzó el número dos el 29 de enero de 1966.

### Recepción
El EP como lo indica es un compilatorio de cuatro éxitos de The Beach Boys. Fue publicado en 1966, sorprendentemente llegó al puesto n.º 1 el 4 de junio de 1966 por 34 semanas, ya que este EP, fue lanzado en un momento en el que The Beach Boys, estaban en pleno auge en el Reino Unido, por el lanzamiento del álbum Pet Sounds, este último había alcanzado el segundo puesto en el Reino Unido, y desde este momento la banda trazó más fama en Gran Bretaña. Gracias a esto se dio que álbumes como Pet Sounds, Best of The Beach Boys, volumen 2 y volumen 3, habían alcanzado puestos altos en el Reino Unido, pero puestos muy bajos en los Estados Unidos.
Se encontró en los puestos más altos durante 4 semanas, fue desplazado por el EP I Need You de The Walker Brothers. Pero Hits volvió a la cima de nuevo el 10 de septiembre por otras cuatro semanas, siendo desplazado de nuevo por el mismo EP de The Walker Brothers. El 29 de octubre volvió para un tercer período en el número uno por siete semanas. The Who tuvo un número uno en la Navidad y el Año Nuevo de 1967, Hits volvió al número uno el 21 de enero por siete semanas. Después de cinco meses en la cima, Hits regresó el 12 de agosto por seis semanas en lo alto, en su quinta temporada en el número uno.

## Lista de canciones

### Lado A
1. "Help Me Rhonda"
2. "California Girls"

### Lado B
1. "The Little Girl I Once Knew"
2. "Barbara Ann"